# Multimedia Home Platform
Multimedia Home Platform（DVB-MHP）とは、DVB（デジタルビデオブロードキャスティング）プロジェクトにおいて双方向デジタルテレビのために標準化されたオープンなミドルウェア体系である。MHP はインタラクティブなJavaベースのアプリケーションをテレビ受像機上に実装して実行可能にする。双方向番組アプリケーションは、音声と動画と並行して放送チャンネル上で提供される。アプリケーションには、情報サービス、ゲーム、双方向の投票、電子メール、ショッピングなどがある。いずれにしても、双方向型のアプリケーションには放送チャンネルとは別に応答を返すための経路が必要である。

## 採用状況
2005年ごろの DVB-MHP の採用状況としては、イタリア（DVB-T）、韓国（ASTC）がある。また、ドイツ、フィンランド、スペイン、オーストリア、オーストラリアで実験的に採用されている。アメリカ合衆国では MHP に基づいた OCAP がケーブルテレビ業界によって策定されている。ベルギー最大のケーブルテレビ会社 Telenet は DigiBox と名づけた DVB-MHP システムを完成させた。ノルウェーでも DVB-MHP の採用が予定されている。
日本では Broadcast Markup Language (BML) が独自に策定・採用されていたが、2003年に電波産業会 (ARIB) がMHPをベースとしたデータ放送規格「デジタル放送におけるアプリケーション実行環境標準規格」（ARIB-STD-B23、通称ARIB-AE）を規格策定した。ARIB-AE については運用規定が定まっていないため、運用はまだ始まっていない。

## 技術

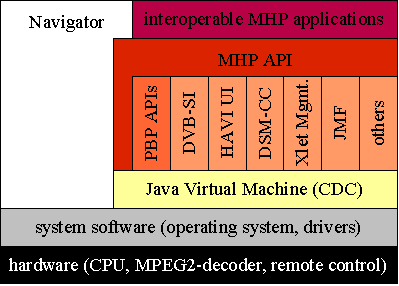
MHP ソフトウェアスタック

MHP はデジタル双方向テレビにおける拡張可能なアプリケーション実行環境を定義しており、それを支えるベンダー固有のハードウェアやソフトウェアとは独立している。この実行環境はJava仮想マシンとデジタル双方向テレビが一般に持っているリソースや機能への汎用アクセスAPI定義に基づいている。インタラクティブなMHPアプリケーションはこれらAPI上で動作する。ユーザーは、テレビ本体のソフトウェアであるナビゲーターを通してMHPアプリケーションにアクセスできる。
MHP は Globally Executable MHP (GEM) 標準の一部である。

## DVB-HTML
MHPアプリケーションには2種類ある。ひとつは、DVB-HTML アプリケーションである。これはあまり採用されていない部分である。その理由は、DVB-HTML の仕様が MHP 1.1 でのみ示されている点と、仕様が複雑すぎて実装が難しいためである。DVB-HTMLアプリケーションは、一種のHTMLページとして放送時に配信される。その仕様はXHTML 1.1 をモジュール化したものに基づき、CSS 2.0、DOM 2.0、ECMAScript が含まれている。
なお、日本では BML がこれに相当し、今後も BML が使用される見込みである。

## DVB-J
DVB-J（DVB-Java）の方がずっと一般的である。この場合、アプリケーションは MHP APIを使ってJavaで書かれ、Javaクラスファイル群が放送時に配信される。DVB-Java アプリケーションを "Xlet" とも呼ぶ。これはアプレットと似た概念であり、サンが JavaTV 仕様の中で使い始めた用語である。アプレットと同様、Xlet インタフェースでは外部ソース（MHP準拠のテレビの場合、テレビ内のアプリケーションマネージャ）がアプリケーションの起動・停止を制御できる。

## 応答経路
MHP セットトップボックスは、投票やショッピングといったアプリケーションが外界と通信するための応答経路を用意している。媒体としては電話回線やADSL程度のインターネット接続が一般的であり、FTTHを前提とするIP放送とは異なる。